# Puri (palais)
Pour les articles homonymes, voir Puri (homonymie).
Une puri est, à Bali, un palais, résidence des familles nobles de rajas et plus généralement celle des aristocrates de la caste des satria (en).
La puri est constituée, derrière un mur d'enceinte ouvert par un porche sur la rue, de nombreux bale (pavillons), posés sur une dalle de pierre surélevée et couverts d'un toit de chaume (ou parfois de tuiles aujourd'hui) supporté par des piliers de bois, ouverts aux quatre vents pour les bale d'agrément ou de service ou fermés pour les appartements d'habitation, et disposés, avec le pura (temple) du palais, parmi des cours, des jardins arborés et des bassins.

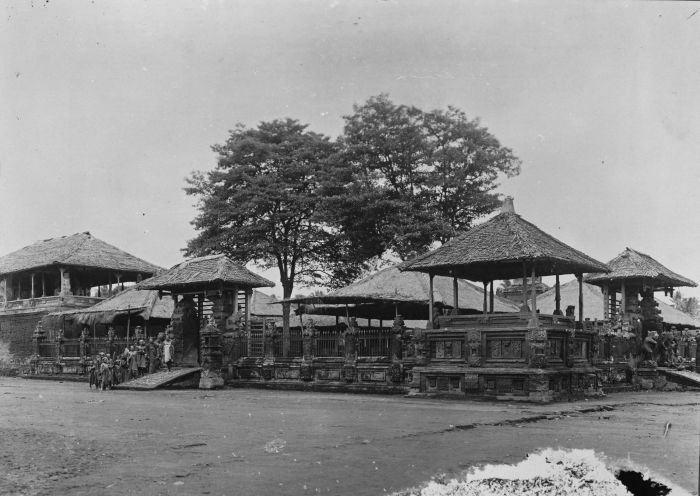
Photographie de l'extérieur d'une puri balinaise, premier quart du XXe siècle, collection du Tropenmuseum
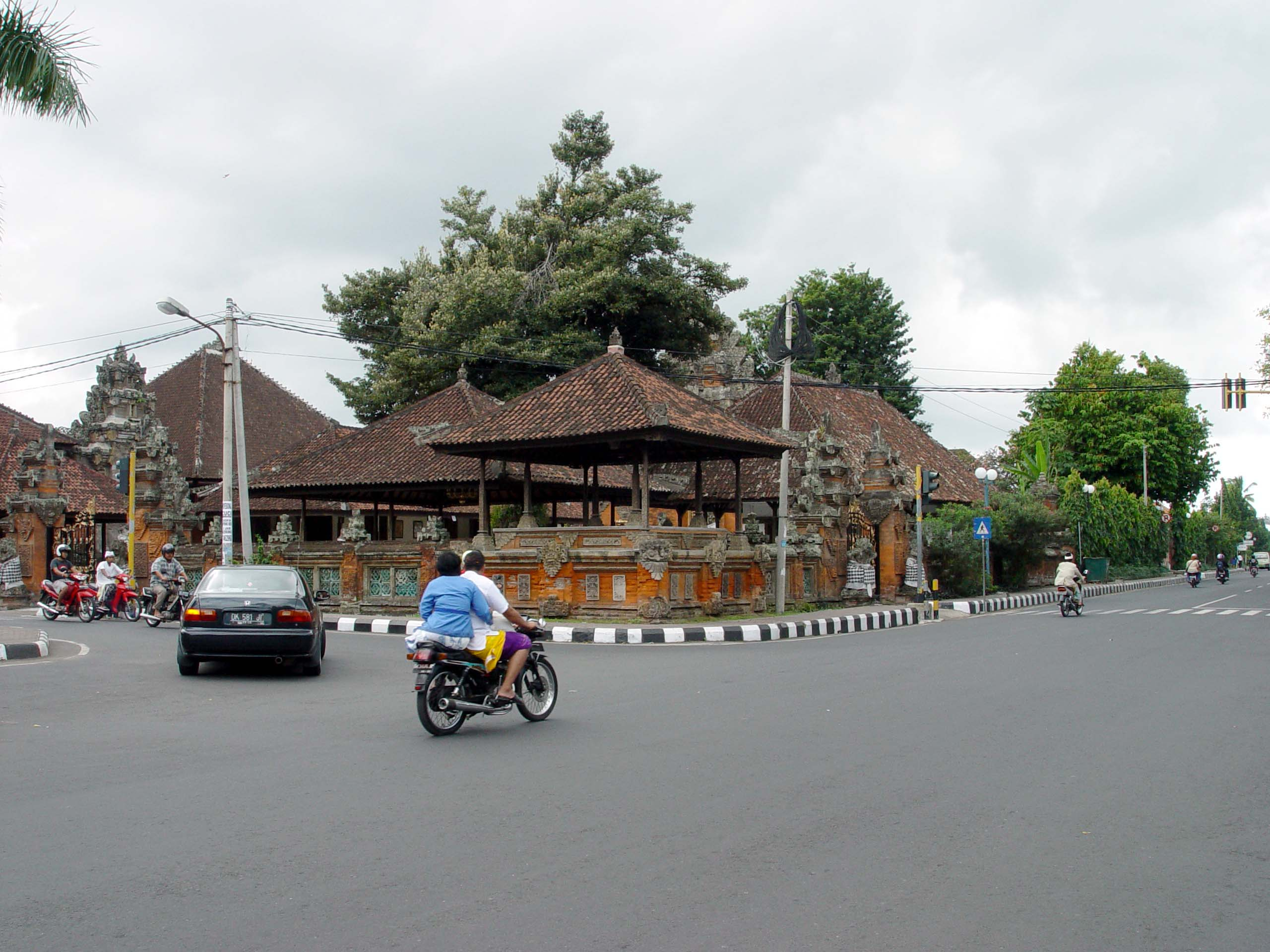
Un angle de la Puri de Gianyar vu de la rue.
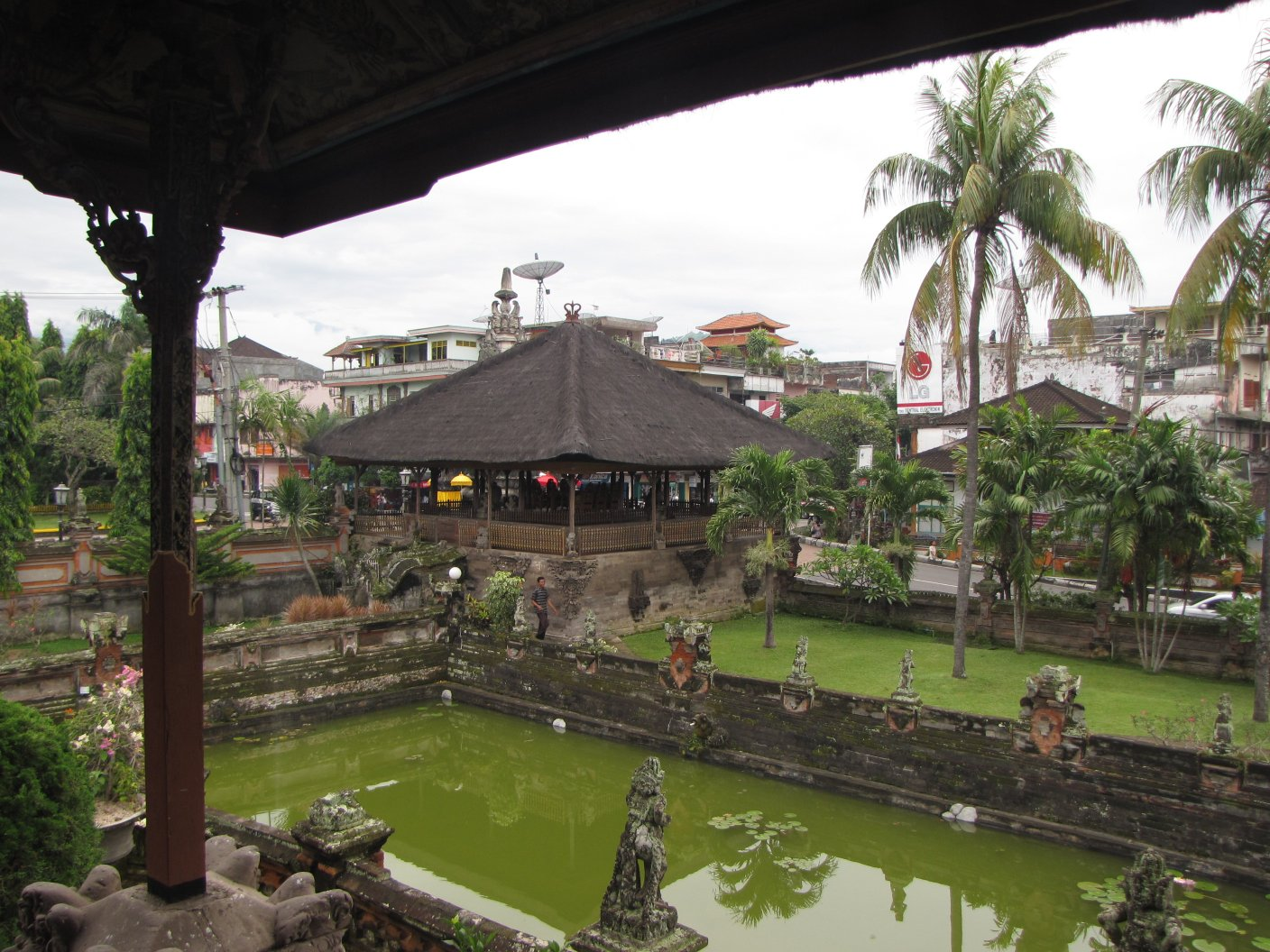
Bale de la puri (en) de Klungkung